# Werner Frank (Fußballspieler)
Werner Frank (* 18. November 1942) ist ein deutscher ehemaliger Fußballspieler, der von 1978 bis 1982 für die Betriebssportgemeinschaft BSG Motor Rudisleben in der DDR-Liga, der zweithöchsten Spielklasse im DDR-Fußball, aktiv war.

## Sportliche Laufbahn
Erst als 35-Jähriger gab Werner Frank 1978 bei Motor Rudisleben seinen Einstand im höherklassigen Fußball, nachdem er zuvor seiner Mannschaft zum Aufstieg aus der Bezirksliga verholfen hatte. In seiner ersten DDR-Liga-Saison bestritt Frank 17 der 22 Punktspiele, in denen er durchgehend in der Abwehr eingesetzt wurde. In den beiden folgenden Spielzeiten wurde er stets in allen Ligaspielen aufgeboten und spielte weiter als Verteidiger. 1981 ging er mit 38 Jahren in seine letzte Saison als Leistungsfußballer. Noch einmal wurde er auf seiner Position in der Abwehr eingesetzt, kam aber nur noch auf 14 Einsätze. Damit hatte es Werner Frank auf 75 DDR-Liga-Einsätze gebracht, war jedoch nie zu einem Torerfolg gekommen. In den ersten drei Spielzeiten übte er das Amt des Mannschaftskapitäns aus. Später war er bei der BSG Motor als Übungsleiter tätig.